# Jasen Chelfi
Jasen Chelfi (Zagreb, 1979.), hrvatski violončelist.

## Karijera
Osnovnu i srednju glazbenu školu završio je u klasi Dobrile Berković Magdalenić. Godine 1997. upisuje Muzičku akademiju u Zagrebu u klasi prof. Nikole Ruževića, a studij završava 2001. u klasi prof. Andreja Petrača. Tijekom svog glazbenog obrazovanja surađivao je s Valterom Dešpaljem, Ralphom Kirschbaumom, Stevenom Isselisom, Silviom Sondeckine, Davidom Gregorijanom, Vladimirom Perlinom, Lesliem Parnasom, Phillipom Mullerom i Borisom Pergamenchirom. Stručno se usavršavao kod prof. Maria Brunella.
1999. bio je jedan od dva hrvatska glazbenika koji su svirali u omladinskom orkestru Mahler pod ravnanjem Frantz Westler Mosta i Claudia Abadda. Od 2002. član je Zagrebačke filharmonije, isprva kao zamjenik vođe dionice violončela, a od 2004. kao prvo violončelo.  S Filharmonijom i kao solist nastupao je u dvoranama kao što su Musikverein i Konzerthaus u Beču, Gewandhaus u Leipzigu, Tokyo Operi, Operi u Mexico Cityju, Konzerthausu u Luzernu, Mozarteumu u Salzburgu te mnogim drugima.
Od 2010. predaje na ljetnoj školi Pučišća na otoku Braču. Kao komorni i solistički glazbenik dobitnik je brojnih nagrada. Djeluje u ansamblu Cantus i ansamblu Acoustic Project. Član je udruge Diaphason s čijim članovima nastupa na istoimenom festivalu. Gostujući je umjetnik Zagrebačkih solista.
Gostovao je na snimanjima albuma Dodirni me slučajno (2011.) Massima i Ono malo sreće (2017.) Zdravka Čolića.